# Грейс и Фрэнки
«Грейс и Фрэ́нки» (англ. Grace and Frankie) — американский комедийный сериал, созданный Мартой Кауффман и Говардом Дж. Моррисом для Netflix. В центре сюжета находятся Грейс (Джейн Фонда) и Фрэнки (Лили Томлин), чьи жизни пересекаются после того, как их мужья сообщают, что любят друг друга и планируют пожениться. Сэм Уотерсон, Мартин Шин, Бруклин Деккер, Итан Эмбри, Джун Дайан Рафаэль и Барон Вон исполняют роли второго плана. Премьера первого сезона шоу, состоящего из 13 эпизодов, состоялась на Netflix 8 мая 2015 года. Второй, третий, четвёртый, пятый и шестой сезоны, также состоящие из 13 эпизодов, были выпущены 6 мая 2016, 24 марта 2017, 19 января 2018, 18 января 2019 и 15 января 2020 года соответственно.
Несмотря на изначально смешанные отзывы критиков, поздние сезоны сериала были приняты более позитивно. Фонда и Томлин получили пять номинаций на прайм-тайм премию «Эмми» в категории «Лучшая актриса в комедийном сериале», тогда как Томлин также была номинирована на «Золотой глобус» за лучшую женскую роль в телевизионном сериале — комедия или мюзикл.
4 сентября 2019 года сериал был продлён на седьмой и финальный сезон из 16 эпизодов, тем самым делая шоу самым продолжительным сериалом в истории стриминг-сервиса.

## Сюжет
Грейс и Фрэнки — женщины солидного возраста, много лет враждовавшие между собой. Никто и никогда не мог представить их друзьями, но неожиданное известие изменило всё. Старые соперницы сблизились, когда узнали, что их мужья влюбились друг в друга и хотят как можно скорее официально зарегистрировать свои отношения.

## Актёрский состав

### Основной состав
- Джейн Фонда — Грейс Хэнсон (урождённая Пёрселл)
- Лили Томлин — Фрэнки Бергстайн (урождённая Менгела)
- Мартин Шин — Роберт Хэнсон
- Сэм Уотерстон — Сол Бергстайн
- Джун Дайан Рафаэль — Брианна Хэнсон
- Бруклин Деккер — Мэллори Хэнсон
- Итан Эмбри — Койот Бергстайн
- Барон Вон — Нвабадьюк «Бад» Бергстайн

### Второстепенный состав
- Питер Кэмбор — Барри
- Крэйг Т. Нельсон — Гай
- Эрни Хадсон — Джейкоб
- Джофф Стульц — Митч
- Тим Бэгли — Питер
- Майкл Чарльз Роман — Адам
- Бриттани Исибаси — Эрика
- Эстель Парсонс — Бэйб
- Сэм Эллиотт — Фил Милстайн
- Марша Мейсон — Арлин
- Миллисент Мартин — Джоан-Маргарет
- Линдси Крафт — Эллисон
- Питер Галлахер — Ник Сколка
- Джек Плотник — Пол
- Меган Фергюсон — Надия
- Скотт Эванс — Оливер
- Стэйси Фарбер — Джо
- Марк Дэклин — Рой
- Лиза Кудроу — Шери

## Обзор сезонов
| Сезон | Серии | Серии | Даты показа    | Даты показа    |
| ----- | ----- | ----- | -------------- | -------------- |
| 1     | 13    | 13    | 8 мая 2015     | 8 мая 2015     |
| 2     | 13    | 13    | 6 мая 2016     | 6 мая 2016     |
| 3     | 13    | 13    | 24 марта 2017  | 24 марта 2017  |
| 4     | 13    | 13    | 19 января 2018 | 19 января 2018 |
| 5     | 13    | 13    | 18 января 2019 | 18 января 2019 |
| 6     | 13    | 13    | 15 января 2020 | 15 января 2020 |
| 7     | 16    | 4     | 1 августа 2021 | 1 августа 2021 |
| 7     | 16    | 12    | 29 апреля 2022 | 29 апреля 2022 |

## Производство
Netflix заказал съемки сериала из тринадцати эпизодов в марте 2014 года. Фонда и Томлин, ранее снявшиеся в фильме «С девяти до пяти», прилагались к проекту. Летом 2014 года Мартин Шин и Сэм Уотерстон присоединились к сериалу в ролях мужей. Съемки первого сезона проходили в Лос-Анджелесе, штат Калифорния с августа по конец ноября 2014 года. В апреле 2015 года Netflix выпустил трейлер сериала, премьера которого состоялась в полном объёме 8 мая.
26 мая 2015 года Netflix продлил сериал на второй сезон, премьера которого состоялась 6 мая 2016 года.
10 декабря 2015 года Netflix объявил, что сериал будет иметь третий сезон.
15 февраля 2018 года сериал был продлён на пятый сезон.
15 января 2019 года сериал был продлён на шестой сезон